# Rassismus gegen Weiße
Rassismus gegen Weiße, auch anti-weißer Rassismus ist ein Schlagwort  konservativer und rechter Kreise, das die Existenz von Rassismus gegenüber Menschen mit heller Hautfarbe („Weißen“) nahelegt. Es wird in der westlichen Welt verwendet, um Maßnahmen zur Gleichstellung von People of Color zu bekämpfen oder Migration zu kritisieren. Der Begriff findet in Deutschland und international Verwendung. Auch der Ausdruck „umgekehrter Rassismus“ (nach dem englischen „reverse racism“) wird in gleichem Sinne verwendet.

## Sicht der Kritischen Weißseinsforschung
Rassismus geht aus Sicht der Critical Race Theory und der Kritischen Weißseinsforschung stets mit einer strukturellen Diskriminierung von People of Color einher. Demnach bestehe eine gesellschaftspolitische Ordnung, die die dominante Position und Privilegierung weißer Menschen sowie die Unterordnung von People of Color in sozialer, kultureller und wirtschaftlicher Hinsicht erwirke, auch „weiße Vorherrschaft“ genannt. In dieser Sichtweise meint Rassismus nicht jegliche Benachteiligung und nicht jegliche abwertende Handlung und Äußerung gegenüber Personen anderer Hautfarben bzw. Ethnien, sondern nur solche, die aus einem Kontext einer Machtposition innerhalb der gesellschaftspolitischen Ordnung stattfinden. Nach dieser Rassismusdefinition kommt „Rassismus gegen Weiße“ in der westlichen Welt nicht vor, da es keine äquivalente gesellschaftspolitische Ordnung zum Nachteil von Weißen gibt. Sprecher, die einen „Rassismus gegen Weiße“ unterstellen, gehen stattdessen von einem individuellen Verständnis von Rassismus aus, das nicht mit gesellschaftlichen Strukturen zusammenhängt bzw. lehnen die strukturelle Interpretation von Rassismus ab. Zu beachten ist außerdem, dass strukturelle Vorherrschaft bzw. Privilegien sich auf gesellschaftliche Gruppen beziehen. Innerhalb einer Gruppe kann es weitere Merkmale geben, die auf eine Person wirken (Intersektionalität). Weiße Menschen, die in der westlichen Welt beispielsweise von Armut und Ausgrenzung betroffen sind, sind nicht aufgrund ihrer Hautfarbe strukturell benachteiligt, sondern aufgrund anderer Merkmale wie der sozialen Klasse.

## Gebrauch als Kampfbegriff
„Rassismus gegen Weiße“ wird von Rechten und Konservativen als Kampfbegriff gebraucht. Zunächst zirkulierte die Behauptung eines angeblich gegen Weiße gerichteten Rassismus in rechtspopulistischen und rechtsextremen Kreisen, in Frankreich etwa ab den 1980ern durch die rechtsextreme Organisation AGRIF („Allianz gegen Rassismus und für die Achtung der französischen und christlichen Identität“). In Deutschland wurde der Vorwurf mit dem Begriff der Deutschenfeindlichkeit verbunden, bei der unterstellt wird, Deutsche seien Opfer von Feindseligkeit bzw. „Rassismus“ durch muslimische Migranten. Später wurde der Vorwurf auch vom Mainstream aufgegriffen, etwa in überregionalen Zeitungen und von konservativen Parteien zu Wahlkampfzwecken. Oft wird der Begriff „Rassismus gegen Weiße“ auch im Sinne einer angeblichen „umgekehrten Diskriminierung“ gebraucht, bei der dann behauptet wird, antirassistische Maßnahmen würden eigentlich Weiße benachteiligen. Die ultrarechte Alt-Right nutzt den Kampfbegriff „Rassismus gegen Weiße“, um die Inklusion von People of Color in den USA in Frage zu stellen.

## Gebrauch in sonstigen Kontexten
Mitunter werden persönliche Ausgrenzungserlebnisse oder Vorgänge aus afrikanischen Ländern als „Rassismus gegen Weiße“ beschrieben, beispielsweise Feindseligkeiten gegenüber weißen Touristen oder Mugabes Landespolitik in Simbabwe. Die Afrikawissenschaftlerin Susan Arndt warnt jedoch davor, Reaktionen auf weiße Privilegien mit Rassismus zu verwechseln oder den historischen Werdegang zu vernachlässigen.
Die Historiker Hans Christian Petersen und Jannis Panagiotidis kritisieren, dass insbesondere in der US-amerikanischen Debatte mit dichotomen Kategorien gearbeitet werde, die den deutschen Kontext unzureichend beschrieben. Im Holocaust und darüber hinaus seien sowohl osteuropäische als auch jüdische „weiße“ Menschen zu Opfern von Rassismus geworden. Aus ihrer Sicht gebe es durchaus einen „Rassismus gegen Weiße“, das sei allerdings ein „Rassismus, der die Menschen nicht trifft, weil sie ‚weiß‘ sind, sondern weil andere rassistische Hierarchisierungen äußerlich ‚weiße‘ Menschen treffen.“